# Marokko op de Olympische Winterspelen 2018
Marokko was een van de deelnemende landen aan de Olympische Winterspelen 2018 in Pyeongchang, Zuid-Korea.
Bij de zevende deelname van het land aan de Winterspelen nam het deel met twee deelnemers, die beide voor de tweede keer deelnamen. Voor de zevende keer werd deelgenomen in het alpineskiën, voor de tweede keer in het langlaufen. Langlaufer Samir Azzimani was de vlaggendrager bij de openingsceremonie.

## Deelnemers en resultaten
(m) = mannen, (v) = vrouwen 

### Alpineskiën
Mannen
| Olympiër           | Onderdeel (deelname) | Resultaat | Prestatie                                                            |
| ------------------ | -------------------- | --------- | -------------------------------------------------------------------- |
| Adam Lamhamedi (2) | reuzenslalom (m)     | 53e       | 1e run: 1.18,50 (61e) 2e run: 1.17,54 (54e) totaal: 2.36,04 (+18,00) |

### Langlaufen
| Olympiër           | Onderdeel (deelname)  | Resultaat | Prestatie          |
| ------------------ | --------------------- | --------- | ------------------ |
| Samir Azzimani (2) | 15 km vrije stijl (m) | 111e      | 47.39,9 (+13.56,0) |